# Phytomyza
Genre
Phytomyza est un genre de mouches brachycères de la sous-famille des Phytomyzinae.

## Liste desespèces
- Phytomyza aconiti Hendel, 1920
- Phytomyza affinalis Frost, 1924
- Phytomyza agromyzina Meigen, 1830
- Phytomyza alamedensis Spencer, 1981
- Phytomyza alaskana Griffiths, 1974
- Phytomyza albiceps Meigen, 1830
- Phytomyza aldrichi Spencer, 1986
- Phytomyza alpina Groschke, 1957
- Phytomyza anemonivora Spencer, 1969
- Phytomyza angelicae Kaltenbach, 1874
- Phytomyza anserimontis Griffiths, 1976
- Phytomyza aquilegiana Frost, 1930 — ??? — columbine leafminer
- Phytomyza aquilegioides Sehgal, 1971
- Phytomyza aquilegiophaga Spencer, 1969
- Phytomyza aquilegivora Spencer, 1969 — ??? — columbine leafminer
- Phytomyza aquilonia Frey, 1946
- Phytomyza aralivora Spencer, 1969
- Phytomyza archangelicae Hering, 1937
- Phytomyza arnicae Hering, 1925
- Phytomyza arnicicola Lundqvist, 1949
- Phytomyza arnicivora Sehgal, 1971
- Phytomyza asterophaga Spencer, 1969
- Phytomyza astotinensis Griffiths, 1976
- Phytomyza atricornis Meigen, 1838
- Phytomyza atripalpis Aldrich, 1929
- Phytomyza aurata Griffiths, 1974
- Phytomyza auricornis Frost, 1927
- Phytomyza banffensis Spencer, 1969
- Phytomyza beringiana Griffiths, 1975
- Phytomyza bicolor Coquillett, 1902
- Phytomyza boulderella Spencer, 1986
- Phytomyza californica Griffiths, 1974
- Phytomyza campestris Griffiths, 1974
- Phytomyza canadensis Spencer, 1969
- Phytomyza carbonensis Spencer, 1981
- Phytomyza cearothi Spencer, 1986
- Phytomyza chelonei Spencer, 1969
- Phytomyza cicutella Spencer, 1981
- Phytomyza ciliolati Spencer, 1969
- Phytomyza clematidophoeta Spencer, 1969
- Phytomyza clematiphaga Spencer, 1969
- Phytomyza clematisana Spencer, 1981
- Phytomyza clematisella Spencer, 1986
- Phytomyza clematoides Spencer, 1986
- Phytomyza cnidii Griffiths, 1973
- Phytomyza coloradella Spencer, 1986
- Phytomyza columbiana Griffiths, 1977
- Phytomyza columbinae Sehgal, 1971 — ??? — columbine leafminer
- Phytomyza conioselini Griffiths, 1973
- Phytomyza coquilletti Spencer, 1986
- Phytomyza crassiseta Zetterstedt, 1860
- Phytomyza crepidis (Spencer, 1981)
- Phytomyza davisii (Walton, 1912)
- Phytomyza delphinivora Spencer, 1969 — ??? — larkspur leafminer
- Phytomyza demissa Spencer, 1969
- Phytomyza despinosa Griffiths, 1976
- Phytomyza ditmani Kulp, 1968
- Phytomyza dreisbachi Steyskal, 1972
- Phytomyza duplex Spencer, 1986
- Phytomyza edmontonensis Sehgal, 1971
- Phytomyza erigerophila Hering, 1927
- Phytomyza evansi Spencer, 1986
- Phytomyza felix Spencer, 1981
- Phytomyza flavens Spencer, 1986
- Phytomyza flaviantennalis Spencer, 1981
- Phytomyza flavicornis Fallen, 1823
- Phytomyza flavinervis Frost, 1924
- Phytomyza flexuosa Spencer, 1986
- Phytomyza gelida Spencer, 1969
- Phytomyza genalis Melander, 1913
- Phytomyza glabricola Kulp, 1968
- Phytomyza hebronensis Spencer, 1969
- Phytomyza humilis Spencer, 1969
- Phytomyza hyperborea Griffiths, 1972
- Phytomyza hypophylla Griffiths, 1972
- Phytomyza ilicicola Loew, 1872 — ??? — native holly leafminer
- Phytomyza ilicis Curtis, 1846 — Mineuse du houx — holly leafminer
- Phytomyza infelix Spencer, 1969
- Phytomyza integerrimi Griffiths, 1974
- Phytomyza jasperensis Sehgal, 1971
- Phytomyza lanati Spencer, 1966
- Phytomyza latifrons Spencer, 1986
- Phytomyza ligusticifoliae Spencer, 1981
- Phytomyza loewii Hendel, 1923
- Phytomyza lugentis Griffiths, 1972
- Phytomyza lupini Sehgal, 1968
- Phytomyza lupinivora Sehgal, 1968
- Phytomyza luteiceps Sehgal, 1971
- Phytomyza major Malloch, 1913
- Phytomyza malaca Spencer, 1981
- Phytomyza manni Spencer, 1986
- Phytomyza masoni Spencer, 1986
- Phytomyza melanella Frost, 1924
- Phytomyza mertensiae Sehgal, 1971
- Phytomyza minuscula Goureau, 1851
- Phytomyza minutissima Spencer, 1981
- Phytomyza miranda Spencer, 1969
- Phytomyza misella Spencer, 1969
- Phytomyza modica Spencer, 1969
- Phytomyza modocensis Spencer, 1981
- Phytomyza montereyensis Spencer, 1981
- Phytomyza multifidae Sehgal, 1971
- Phytomyza nagvakensis Spencer, 1969
- Phytomyza nepetae Hendel, 1922
- Phytomyza nervosa Loew, 1869
- Phytomyza nigra Meigen, 1830
- Phytomyza nigrinervis Frost, 1924
- Phytomyza nigripennis Fallen, 1823
- Phytomyza notopleuralis Spencer, 1969
- Phytomyza oenanthoides Spencer, 1981
- Phytomyza opacae Kulp, 1968
- Phytomyza oreas Griffiths, 1974
- Phytomyza orindensis Spencer, 1981
- Phytomyza orlandensis Spencer
- Phytomyza osmorhizae Spencer, 1969
- Phytomyza ovalis Griffiths, 1975
- Phytomyza ovimontis Griffiths, 1976
- Phytomyza oxytropidis Sehgal, 1971
- Phytomyza pallipes Spencer, 1969
- Phytomyza parvicella (Coquillett, 1902)
- Phytomyza pastinacae Hendel, 1923
- Phytomyza pedicularicaulis Spencer, 1969
- Phytomyza pedicularidis Spencer, 1969
- Phytomyza penstemonella Spencer, 1981
- Phytomyza penstemonis Spencer, 1969
- Phytomyza peregrini Griffiths, 1976
- Phytomyza periclymeni Hendel, 1922
- Phytomyza persicae Frick, 1954
- Phytomyza petiolaris Griffiths, 1975
- Phytomyza phaceliae Spencer, 1981
- Phytomyza phalangites Griffiths, 1976
- Phytomyza plantaginis Robineau-desvoidy, 1851
- Phytomyza plumiseta Frost, 1924
- Phytomyza prava Spencer, 1969
- Phytomyza pulchella Spencer, 1986
- Phytomyza pullula Zetterstedt, 1848
- Phytomyza queribunda Spencer, 1969
- Phytomyza ranunculi (Schrank, 1803)
- Phytomyza ranunculoides Spencer, 1986
- Phytomyza rhodiolae Griffiths, 1976
- Phytomyza riparia (Sehgal, 1971)
- Phytomyza rostrata Hering, 1934
- Phytomyza rufipes Meigen, 1830
- Phytomyza saniculae Spencer, 1981
- Phytomyza saskatoonensis Spencer
- Phytomyza saxatilis Griffiths, 1974
- Phytomyza saximontana Griffiths, 1974
- Phytomyza scopulina Griffiths, 1976
- Phytomyza sehgali Spencer, 1969
- Phytomyza sitchensis Griffiths, 1973
- Phytomyza solidaginivora Spencer, 1969
- Phytomyza solidaginophaga Sehgal, 1971
- Phytomyza sonorensis Spencer, 1981
- Phytomyza splendida Spencer, 1981
- Phytomyza spondylii Robineau-desvoidy, 1851 (Mineuse des feuilles de la Grande Berce)
- Phytomyza subalpina Sehgal, 1971
- Phytomyza subtenella Frost, 1924
- Phytomyza subtilis Spencer, 1969
- Phytomyza superba Spencer, 1969
- Phytomyza tenella Meigen, 1830
- Phytomyza tenuis Spencer, 1969
- Phytomyza thalictrella Spencer, 1981
- Phytomyza thalictrivora Spencer, 1969
- Phytomyza timida Spencer, 1969
- Phytomyza tlingitica Griffiths, 1973
- Phytomyza trivittata Frost, 1924
- Phytomyza tundrensis Spencer, 1969
- Phytomyza tussilaginis Hendel, 1925
- Phytomyza urbana Spencer, 1969
- Phytomyza varipes Macquart, 1835
- Phytomyza verticillatae Kulp, 1968
- Phytomyza vomitoriae Kulp, 1968
- Phytomyza wahlgreni Ryden, 1944